# My Mexican Bretzel
My Mexican Bretzel és un documental del 2019 dirigit i escrit per Núria Giménez Lorang. El documental va ser premiat als Premis Gaudí de 2021 amb guardons pel Millor Muntatge i a Millor Pel·lícula Documental. Ha estat produïda per Bretzel & Tequila Film Productions i Avalon PC. Ha rebut els guardons de millor pel·lícula, direcció i guió del Festival de Gijón; el Premi Found Footage en el Festival de Rotterdam i el Premi del Públic en el D’A Film Festival, S'ha subtitulat al català.

## Argument
La pel·lícula relata el diari íntim d'una dona de classe benestant, la seva vida amorosa i personal a través de filmacions casolanes del seu marit, un ric industrial, entre els anys 40 i 60 del segle passat. Podem dir que el film està, en certa manera, influenciat per directors de melodrames clàssics com Douglas Sirk o Todd Haynes; sempre amb els sentiments com a màxim exponent de la narració. Un viatge d'estiu i també un viatge personal, tot a través de diferents paisatges europeus.
En realitat el film es basa en una cinquantena de bobines (amb filmacions en 8 i 16 mil·límetres) de la casa de l’avi de la directora, explica una història sobre el passat de les classes benestants europees i fa una crònica del desamor i del desgast d’una parella. Una il·lusió fílmica que, autors com Orson Welles, treballa la fina línia entre la veracitat i la falsedat dintre de l'art i el cinema; i també treballa el fals documental des d'una altra perspectiva totalment diferent i exposa la possibilitat de l'engany com a eina per expressar. Altres formes narratives.

## Repartiment
- Frank A. Lorang
- Ilse G. Ringier
- Vivian Barrett
- Léon Barrett

## La directora
Núria Giménez Lorang, directora de "My Mexican Bretzel". Nascuda a Barcelona l'any 1976. Va estudiar periodisme, relacions internacionals i realització documental.
Ha realitzat tota mena de treballs, des de corresponsal de premsa i ràdio, fins a infermera o extra en pel·lícules de terror passant per professora, hostessa, redactora, traductora de llibres, analista de premsa, realitzadora de vídeos corporatius, productora d'esdeveniments...
Kafeneio va ser el seu primer curt documental, que va ser seleccionat pel festival Documentamadrid en l'edició de 2017; i en el festival MIDBO també l'any 2017.
I amb My Mexican Bretzel guanyadora dels premis Gaudí de l'any 2021 i dues nominacions als premis Goya.

## Els límits de la realitat i la ficció
A l'inici podem veure la següent frase, que defineix l'essència del film i de l'objectiu de la directora en la creació i elaboració de la seva peça. "La mentira forma parte de la verdad" de Paravadin Kanvar Kharjappali. La frase es pot relacionar perfectament amb el cinema; les històries que els films ens mostren són totalment fictícies en molts dels casos, i a la vegada ens mostren la realitat i ens intenten interpel·lar, o nosaltres mateixos busquem la relació en la nostra pròpia història.
My Mexican Bretzel treballa aquest límit entre la realitat i la ficció. El fals documental treballa, des de l'inici, una relació entre la veracitat d'unes imatges d'arxiu i la ficció d'una narració. Els espectadors creuen a cegues que aquelles imatges de filmacions casolanes, han d'estar totalment relacionades amb el relat de Vivian Barett i el seu diari personal. Però la realitat que es mostra al final de la pel·lícula és totalment diferent; les filmacions són bobines que pertanyen als avis de la mateixa directora. Filmacions i imatges que no tenien rea a veure amb el fil narratiu que s'ha seguit i cregut durant tot el film.
La història dels Barett captiva de tal forma que l'espectador pot seguir sense qüestionar en cap moment imatge i veu. Aquestes estan tan relacionades i lligades que la realitat, podríem dir, passa la línia de la ficció i la ficció passa la línia de la realitat.
No hi ha cap aspecte que ens indiqui que el que s'està relatant no és real i tampoc arribarem a saber quines són les històries darrere de les imatges reals que la directora ha seleccionat pel seu relat.
La directora es presenta com el personatge manipulador de l'engany i a la vegada també la coherència i la coincidència del lligam entre les imatges i la ficció. A partir de l'engany l'autora narra el sentit de la vida a partir de la guerra i mostra la preocupació per la salut, en el personatge de Barett, l'amor i la vida.
També apareix el concepte de filmar per no haver de viure, per no haver de pensar en la vida conscientment en aquella etapa de postguerra.
El format de la pel·lícula queda moltes vegades en segon pla per la narració, una fascinació per la ficció. I la frase inicial s'oblida completament, sorprenent-se del final quan ja s'havia donat una pista del fals documental.
Un ús del found footage a partir de les bobines del soterrani de la casa dels avis de la directora. Una ficció i un engany per un fi artístic, basat en imatges personals per relatar una trama ficcionada d'un relat també personal a través de filmacions casolanes. Un miratge que ens fa reflexionar sobre el cinema i el sentit del cinema; i també sobre la vida i la guerra, la ficció i la realitat. Fins on som capaços de creure?